# Carl Ludwig Funck (Politiker, 1852)
Carl Ludwig Funck (* 11. Juli 1852 in Frankfurt am Main; † 25. August 1918 ebenda) war Lederhändler und Mitglied des Deutschen Reichstags.

## Leben und Werk
Funck besuchte die Musterschule in Frankfurt und absolvierte eine Lehrzeit im väterlichen Geschäft von 1868 bis 1871. Danach absolvierte er sein militärisches Dienstjahr und hatte einen Aufenthalt in England zur weiteren kaufmännischen Ausbildung von 1872 bis 1874. Dann trat er wieder ins väterliche Geschäft ein, das er nach dem Tode seines Vaters 1884 allein leitete. Er war Mitglied der Stadtverordneten-Versammlung in Frankfurt a. M. seit 1883 und Mitglied des Hessen-Nassauischen Provinziallandtags von 1877 bis zu seinem Tode.
1892/93 und von 1899 bis 1913 vertrat er Frankfurt im  Preußischen Abgeordnetenhaus. 1890 bis 1893 war er Mitglied des Deutschen Reichstags für den Wahlkreis Regierungsbezirk Wiesbaden 1 Obertaunus, Höchst, Usingen und die Deutsche Freisinnige Partei.
Im Parlament setzte er sich vor allem für die Gründung der Universität Frankfurt ein. In Anerkennung seiner Verdienste ernannte ihn die Juristische Fakultät zu einem ihrer ersten Ehrendoktoren. Funck war Mitglied im Kuratorium und im Großen Rat der Universität Frankfurt und Verwaltungsratsmitglied des Neuen Theaters.
In der Kuhwaldsiedlung in Frankfurt-Bockenheim ist die Funckstraße nach ihm benannt.